# Марш
Марш (маршевање, марширање) је у војној терминологији начин кретања јединица копнене војске пјешке (пешке) или додатним транспортним и борбеним возилима. Циљ марша је да јединица стигне на неко мјесто у одређеном времену, способна за извршење задатка.
У ратној морнарици марш је врста организованог кретања морем с једног на други положај. Предузимају се мјере да се очува борбени поредак и готовост за вршење борбених дејстава.
Маршевски циљ (рејон, мјесто) је подручје на које војна јединица треба да стигне, а одређује га командант или команда.
Марш се изводи са и без превозних средстава, уз разне врсте обезбјеђења и слично. Зависно од врсте јединица, марш се изводи у једној или више колона, или у маршевском поретку (претходница, главнина, заштитница). Јединице од пука и бригаде навише добијају маршевску зону, а ниже маршевски правац. Оба почињу на почетку, а имају крај на крају марша. Зона обично има више комуникацијских праваца, а правац само једну.

## Подјела
Класификација зависи од разних услова.
Према циљу и правцу кретања к противнику:
- Наступни
- Одступни
- Бочни

Према напрезању јединица:
- Обични
- Усиљени

Према добу дана:
- Дневни
- Ноћни

Постоје и друге подјеле, а јединица може истовремено да врши и комбинације поменутих маршева.
Брзина марша је пјешице највише око 4-5 km/h, а ноћу и по лошем времену се смањује. С моторним возилима маршевска брзина је 10-30 km/h.

## Историја
У старом вијеку је већ придаван велик значај маршевима, од којих су неки били изузетно дуги. Египатска војска у походу на Сирију 1503. п. н. е. прелази 250 километара за 9 дана. Дневни марш Грка и Римљана износи око 30 километара. Код Спартанаца маршевски поредак је облика четвероугла с комором и лаком пјешадијом у средини.
Епоха стајаћих армија, од 17. вијека, уводи многа правила у систему организације маршева. Војна литература их детаљно обрађује, а маршеви имају претходницу, заштитницу и бочно осигурање.
У Наполеоновим ратовима маршеви се широко примјењују. Пред битку код Јене 1806. Наполеон маршира у 3 колоне, с одстојањем по 4 сата марша, и претходницом од 2 коњичке и 2 пјешадијске бригаде. Брзина маршевања пјешадије износи 3-3.5, артиљерије 3, и коњице 4.5-5 km/h.
Према Ратној служби српске војске из 1911. детаљно се обрађује формирање маршевских колона. За сваки марш се предвиђају два основна елемента: графикон марша и заповест. Јединице крећу са маршевског зборног места или полазне тачке. Ако су на ширем подручју одређује се и посредна полазна тачка. Послије 50 минута покрета даје се одмор од 10 минута, а послије 2/3 до 3/4 пријеђеног пута одмор од 1 до 4 сата. Сличне одредбе постоје и у правилима других војски.
Послије Првог свјетског рата почиње се у литератури поклањати пажња и противавионском и противтенковском обезбјеђењу марша, и узимају се у обзир нова моторна средства транспорта, као у њемачкој Ратној служби из 1936 (Truppenfuhrung). Предвиђају се ноћни маршеви као основни облик марша.
У овом периоду запажен је Дуги марш (Велики марш) кинеске Црвене армије, гдје око 130000 бораца прелази 12500 километара за двије године. Овај се марш нарочито изучава у склопу стратегије герилског рата.

### Други свјетски рат и касније
Према Ратној служби совјетске Црвене армије из 1943. (Полевои устав Краснои Армии) се предвиђа упућивање предњих одреда прије главнине, и посебно опсежне мјере борбеног обезбјеђења. При одбијању напада оклопних јединица противника током марша, тенкови и противоклопна оруђа морају што брже да заузму положај испред пјешадије, иа инжењерци запречују пролаз противнику. Норме брзине су биле: пјешадија 4-5 km/h, моторизоване јединице 20-30 km/h. Дневни марш (8 сат покрета) је око 30 km, и 100-150 km респективно. Усиљени марш (10-12 сати кретања) је од 45 до 150-200 km.
Током Другог свјетског рата у Југославији, партизани изводе сталне маршеве, неоптерећени тешком опремом и с лаком комором. Бригаде и одреди прелазе и 50 km за једну ноћ. При вишедневним м. просјечна брзина је била 30-40 km дању или 20-30 km ноћу. Због тајности правац кретања знају само виши команданти. Колона је била обично по један, с командантом на челу и политичким комесаром на крају колоне. Размак међу четама и батаљонима је 50-100 m, рањеници и болесници су ношени или вожени при крају колоне. За обезбјеђење су често кориштене претходнице и побочнице. Храна је давана пред полазак на м., а ријетко у току м. Веза је одржавана куририма и преношењем вијести од једног до другог.
У току рата многе бригаде преваљују и 20000 километара. Издвајају се Игмански марш, Поход у Босанску Крајину, Походи на Штајерску, марш према аеродрому Рајловац, Фебруарски поход, и други.
Послије Другог свјетског рата долази до наглог развоја технике и борбених средстава, па долази до промјена у извођењу и у разматрању маршева. Главни облик маршевања је марш на возилима. Брзине кретања су сличне као и у Другом свјетском рату, за кретање пјешке или на возилима (моторизовано). При маршевању пјешке застанци од 7-15 минута треба дати сваких 50-60 минута, одморе послије половине пута, а преданке трајања 24-48 часова послије више дана марша. Претходнице, побочнице и заштитнице се предвиђају. За успјех м. потребно је извиђање и осигурање, ПВ одбрана, ПТ одбрана, маскирање, позадинско обезбјеђење, регулација саобраћаја и друго.